# Die Kartause von Parma

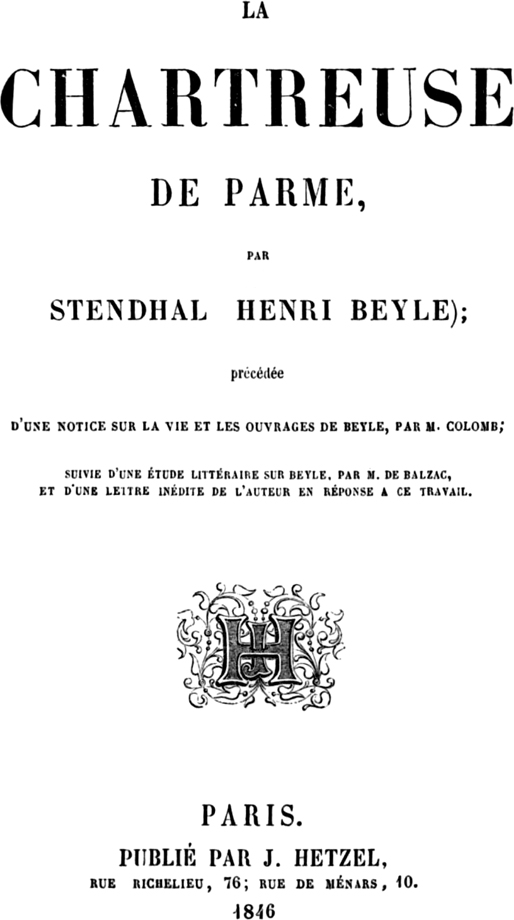
La Chartreuse de Parme, Titelblatt von 1846

Die Kartause von Parma ist ein Roman des französischen Schriftstellers Stendhal aus dem Jahr 1839.

## Inhalt

### Teil 1
Der Roman beginnt im Mailand des Jahres 1796, nachdem Napoleon die Stadt während seines Italienfeldzugs erobert hat. Während der Marchese del Dongo und sein älterer Sohn Ascanio als Parteigänger der vertriebenen Habsburger und Reaktionäre die Revolutionstruppen verabscheuen und sich aufs Land zurückziehen, begrüßt der jüngere Sohn Fabrizio die französische Armee als Befreier der Italiener von politischer Rückständigkeit. Fabrizios Mutter, die Marchesa Del Dongo, und seine als 'wunderschön' beschriebene Tante Contessa Gina Pietranera, die halb heimlich, halb sichtbar in ihn verliebt ist, sympathisieren mit ihm und seinen Ansichten, ohne sich aber offen gegen den Marchese zu stellen. Stendhal deutet ein Liebesabenteuer der Marchesa mit einem französischen Offizier namens Robert an, dem Fabrizio entsprungen sein soll.
1815 meldet sich Fabrizio 17-jährig als Freiwilliger in die Armee von Napoleon und kämpft in der Schlacht bei Waterloo; seine Hoffnungen auf Ruhm werden enttäuscht. Er wird von seiner Tante, der wieder verheirateten Duchezza Gina Sanseverina-Taxis, an den Hof von Parma gerufen und beginnt mit der Unterstützung seiner Tante Gina und deren Liebhaber, dem mächtigen und liberalen Premierminister Graf Mosca, sowie Erzbischof Landrini eine Karriere innerhalb der Kirche. Gina gilt von Anbeginn als schönste, einflussreichste und mächtigste Frau am Parmaer Hof, den sie mittels grandiosen Veranstaltungen und Bällen an sich bindet. Fabrizio hat aufgrund seiner innigen Beziehung zu Gina und Mosca auch einflussreiche Feinde am Hofe, darunter den Herzog von Parma selbst, sowie die Clique um die Marchesa Raversi und den Generalfiscal Rassi.
Als Fabrizio ein Verhältnis mit der Schauspielerin Marietta anfängt, wird er von deren eifersüchtigem Liebhaber Giletti in eine Schlägerei verwickelt und tötet den Angreifer.

### Teil 2
Die Gegner von Gina und Mosca am Hofe klagen Fabrizio des Mordes an und erreichen einen Prozess gegen ihn, bei dem er zu zwölf Jahren Haft verurteilt wird. Er wird gefangen genommen und in der Zitadelle von Parma eingekerkert.
Hier verliebt sich der bisher leichtfertige und launenhafte Fabrizio leidenschaftlich in Clelia Conti, die Tochter des Gefängnisgouverneurs General Graf Conti, die seine Gefühle erwidert. Clelia und Gina können ihm zur Flucht verhelfen. Clelia muss aber gegen ihren Willen den Marchese Crescenzi heiraten, den reichsten Mann am Hof von Parma. Nachdem seine Tante Gina den Herzog mittels Gift ermorden lässt, kann Fabrizio nach Parma zurückkehren. Er erhält abermals durch das Bestreben von Gina, die den neuen Herzog 'wahnsinnig' in sich verlieben lässt, seine Rehabilitierung, seine alten Ämter und Würden zurück, und steigt nach dem Tod von Landrini als dessen Nachfolger zum Erzbischof auf. Ebenfalls erbt er nach dem kinderlosen Tod seines älteren Bruders Ascanio das Familienerbe, von welchem er generös an die Bedürftigen verteilt. Gina wird von der Herzogin-Witwe zu ihrer Haushofmeisterin ernannt.
Heimlich nimmt Fabrizio den Kontakt mit der nun verehelichten Clelia wieder auf, die der Madonna gelobt hatte, ihn nicht wiederzusehen. So treffen sich die Liebenden nur im tiefsten Dunkel der Nacht, und diese Treffen bleiben vollkommen geheim. Schließlich bekommt Clelia von Fabrizio ein Kind, das sie als ehelich ausgeben kann. Drei Jahre dauert dieses Verhältnis, dann stirbt das Kind und bald darauf auch Clelia, die den Tod des Kindes als Strafe Gottes für ihr sündhaftes Verhältnis empfunden hat.
Fabrizio gibt nach dem Tod der beiden seine Ämter auf und zieht sich in die Kartause von Parma zurück. Unterdessen hat sich Gina mit dem Grafen Mosca verehelicht, ihr Domizil aber außerhalb des Herzogtum Parma, wo ihr Gatte als Premierminister tätig ist. Dort besucht sie Fabrizio jeden Tag, bis er etwa ein Jahr später stirbt, kurz gefolgt von der ihn innigst liebenden Gräfin Gina Mosca.
Der Roman endet mit den Worten „To the Happy Few“.

## Rezeption
Zu den Ersten, die die Bedeutung von Stendhals Roman erkannten, gehörte Honoré de Balzac, der ihm einen enthusiastischen Essay in seiner Zeitschrift Revue parisienne (1840) widmete.

## Verfilmungen
Der Roman wurde 1948 unter dem gleichen Titel von Christian-Jaque und 1982 als gleichnamige Fernsehserie verfilmt.

## Übersetzungen ins Deutsche
- Die Kartause von Parma. Übertragen von Arthur Schurig. Gesammelte Werke herausgegeben von Friedrich von Oppeln-Bronikowski. Zweiter Band. Propyläen, 1921.
- Die Certosa von Parma. Deutsche Übertragung von Erwin Rieger. Hrsg. u. m. Nachwort von Franz Blei. München, Georg Müller, 1923
- Die Kartause von Parma. Übersetzt und mit Nachwort, Erläuterungen und Anmerkungen von Otto Freiherrn von Taube. Doppeltitel und Einband von Walter Tiemann. Leipzig, Insel 1925.
- Die Kartause von Parma. Aus dem Französischen von Walter Widmer. Winkler, München 1952.
- Die Kartause von Parma. Übersetzt von Barbara Franzen. Kaiser, Klagenfurt 1961.
- Die Kartause von Parma. Vollständige Ausgabe. Übersetzt von W. Widmer. Winkler, München, Verlag 1978.
- Die Kartause von Parma. Neuübersetzung von Elisabeth Edl. dtv Verlagsgesellschaft, München 2009, ISBN 978-3-423-13776-8.